# Einzelstrang-bindendes Protein
Einzelstrang-bindende Proteine (SSB, single-stranded binding protein) sind Proteine, die an DNA binden, um die Replikation zu erleichtern, in dem sie die Primerhybridisierung (engl. primer annealing, Prozess der Anlagerung eines Primers an DNA-Sequenzen) verbessern. Gleichzeitig verhindern diese Proteine während der DNA-Replikation eine verfrühte Hybridisierung der bereits getrennten komplementären Stränge, welche ebenfalls als Annealing bezeichnet wird. Des Weiteren schützt sie die Einzelstränge vor Nukleasen. Sie kommen in allen Lebewesen außer Thermoproteales vor. 

## Eigenschaften
Virale SSB (einschließlich der SSB von Bakteriophagen) sind meistens Monomere. Bakterielle SSB sind oftmals Tetramere aus vier identischen Untereinheiten (jeweils 19 kDa). Bei Eukaryoten kommen SSB im Zellkern vor und sind Trimere aus drei unterschiedlichen Einheiten. Im Einzelnen sind beim Menschen bekannt:
- Mitochondrielles SSB (UniProt Q04837)
- SSB-2 (UniProt P81877)
- SSB-3 (UniProt Q9BWW4)

Die SSB binden spezifisch an einzelsträngige DNA (single stranded DNA = ss-DNA). Dabei wird ein Bereich von ca. 60 Nucleotiden abgedeckt. Die Bindung erfolgt kooperativ.